# Eyrimah
Eyrimah est un roman écrit par les frères J.-H. Rosny . Il fut publié en feuilleton, dans la revue Le Bambou, en 1893.
Ce roman baptisé « roman lacustre » est considéré comme un roman préhistorique, même si les thèmes développés (la guerre inutile entre les peuples, l'amour entre un homme et une femme de peuples ennemis), le rapprochent plus du récit antique.
Il existe deux épisodes supplémentaires, peu connus, retrouvés par Fabrice Mundzik et publiés dans le recueil "Les Conquérants du feu et autres récits primitifs"  :
- "Combat préhistorique" : ce récit décrit le combat entre Hsilbog et Rob-Sen.
- "La Pêcheuse" : ce récit, dont l'action se déroule au XXe siècle, met en scène les descendants des Immohys.

Octave Mirbeau fait allusion à "Eyrimah" et cite Tholrog et Rob-Sen dans "Paysage d’hiver" publié en 1921 .

## Le cadre
L'action se passe, selon l'auteur, il y a 6000 ans en Suisse, entre les cités lacustres et les montagnes propices à l'élevage.

## Les peuples
- Les lacustres, d'origine orientale, se sont installés dans des cités lacustres au bord des grands lacs. Les villages sont liés par des alliances défensives et l'autorité des prêtres. Ils vivent d'élevage, de la pêche, pratiquent le tissage et la poterie. Leur forte croissance démographique et la pression d'autres peuples venant de l'Est les poussent à la guerre.
- Les montagnards, grands blonds néolithiques, se sont repliés dans les montagnes.
- Les Ariès, ancienne race guerrière et agricole d'Europe, sachant travailler le cuivre, doit fait face aux arrivants lacustres.
- Les Immohys est un peuple de marchands, maîtrisant la métallurgie, allié des Ariès.

## Personnages principaux
- Eyrimah est une jeune esclave montagnarde. Elle vit depuis son enfance au milieu des lacustres. Son maître, le belliqueux lacustre Ver-Skag veut abuser d'elle.
- Rob-In-Kelg est un jeune guerrier lacustre amoureux d'Eyrimah.
- Rob-Sen, le père de Rob-In-Kelg, est le chef du village ; pacifiste, il ne parvient pas à empêcher la guerre provoquée par Ver-Skag.
- Tholrog, jeune guerrier montagnard, sauve Eyrimah de l'attaque d'un ours.
- Eï-mor, fille de Rob-Sen, enlevée par les montagnards.

## Le thème
Les thèmes du roman sont celui de la guerre entre les peuples, guerre provoquée par la haine stupide, qui l'emporte sur la raison, et celui de l'amour entre des êtres de peuples différents. On y voit une description détaillée de la vie autour des lacs et d'épiques combats dans les montagnes et les marais alpins.

## Éditions
- in Le Bambou, 1893.
- Léon Chailley, 1895.
- in La Revue hebdomadaire, 1896.
- Plon, 1897.
- Librairie Gedalge, 1938.
- Tallandier, 1977.
- in "Romans préhistoriques de J.-H. Rosny aîné", Robert Laffont, 1985.
- in "Les Conquérants du feu et autres récits primitifs", Les Moutons électriques, 2014.

## Bandes dessinées
Une adaptation B.D., non signée, fut publiée dans le Journal de Mickey en 1961.